# Biskupi paramaribscy

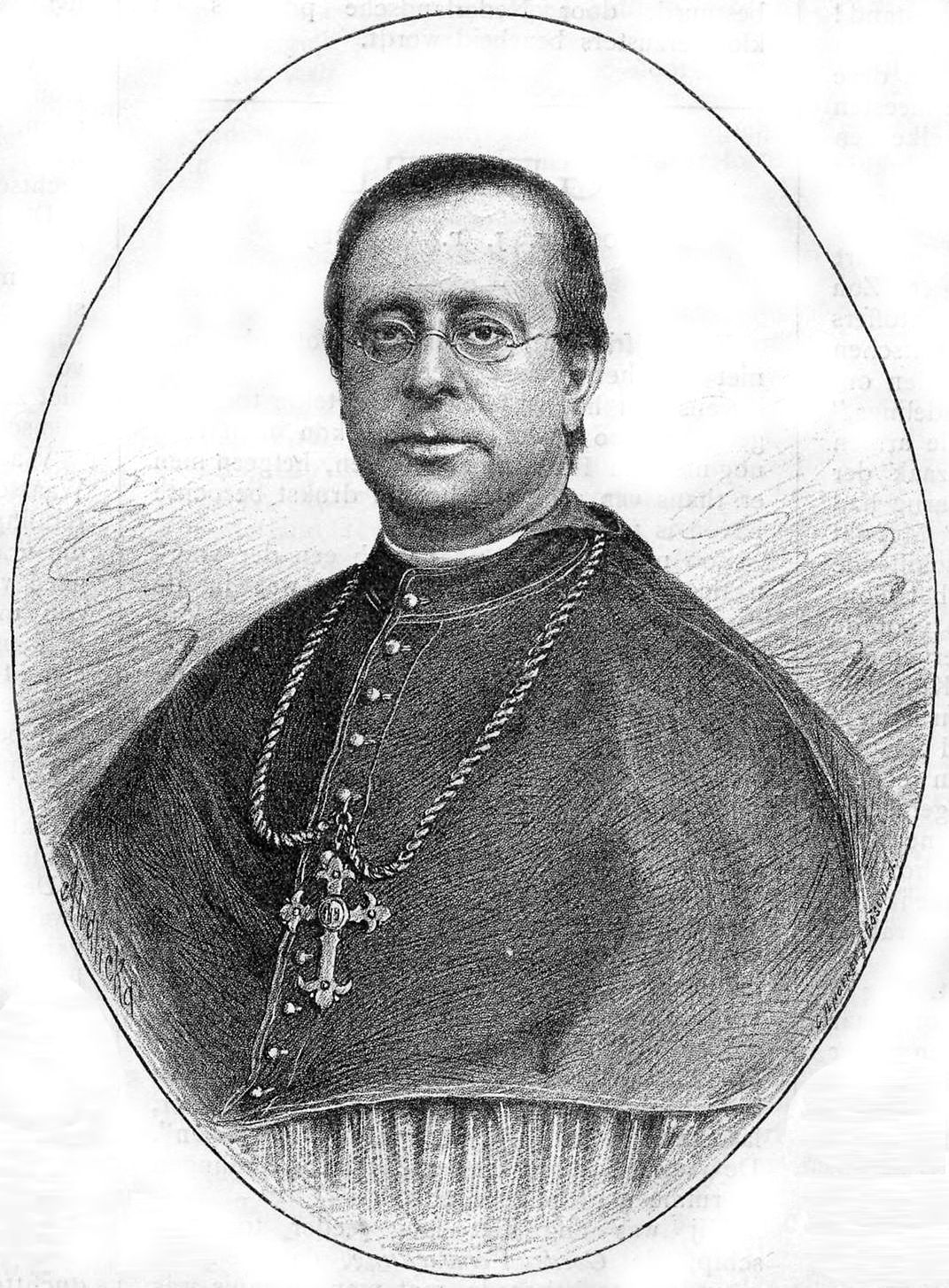
Biskup Wulfingh

Biskupi paramaribscy - lista ordynariuszy diecezji Paramaribo

## Prefekci apostolscy
- 1826–1826: ks. Martinus van der Weijden
- 1826–1842: ks. Jacobus Grooff

## Wikariusze apostolscy
- 1842–1852: bp Jacobus Grooff
- 1852–1863: bp Jacobus Gerardus Schepers
- 1865–1875: bp Joannes Baptista Swinkels
- 1876–1889: bp Johannes Henricus Schaap
- 1889–1906: bp Wilhelmus Wulfingh
- 1907–1910: bp Jacobus Cornelius Meeuwissen
- 1911–1947: bp Theodorus van Roosmalen
- 1946–1958: bp Stephanus Kuijpers

## Biskupi ordynariusze
- 1958–1971: bp Stephanus Kuijpers
- 1971–2003: bp Aloysius Zichem
- 2004–2014: bp Wilhelmus de Bekker
- od 2015 r.: bp Karel Choennie